# WTA Austrian Open 1985
Il WTA Austrian Open 1985 è stato un torneo di tennis giocato sulla terra rossa. È stata la 17ª edizione del torneo, che fa parte Virginia Slims World Championship Series 1985. Si è giocato a Bregenz in Austria, dal 15 al 21 luglio 1985.

## Campionesse

### Singolare
Virginia Ruzici ha battuto in finale  Mima Jaušovec con il punteggio di 6–2, 6–3

### Doppio
Mima Jaušovec /  Virginia Ruzici hanno battuto in finale  Andrea Holíková /  Kateřina Skronská con il punteggio di 6–2, 6–3